# Симмонс, Бет
Бет Си́ммонс (англ. Beth A. Simmons; род. 1958, Калифорния) — американский ученый-международник, специалист в области международных отношений, международного права и экономики.
Член Национальной академии наук США (2013) и Американского философского общества (2017), доктор философии, Университетский профессор Пенсильванского университета, прежде профессор Гарвардского университета.
Отмечена Karl Deutsch Award (international relations) (2001) и Stein Rokkan Prize for Comparative Social Science Research (2010).
Степень доктора философии получила в Гарварде. Преподавала в качестве ассистент-профессора в Университете Дьюка и в качестве ассоциированного профессора в Калифорнийском университете в Беркли, затем именной профессор (Clarence Dillon Professor) международных отношений Гарварда, после чего ныне именной Университетский профессор (Andrea Mitchell University Professor) права и политологии Пенсильванского университета.
Член Американской академии искусств и наук (2009).
Автор книг Who Adjusts? Domestic Sources of Foreign Economic Policy During the Interwar Years (2004) и Mobilizing for Human Rights: International Law in Domestic Politics (2009).
Публиковалась в International Organization, American Journal of Political Science, International Studies Quarterly, American Political Science Review.